# Lewis Sheldon
Lewis Pendleton Sheldon, född 9 juni 1874 i Rutland i Vermont, död 18 februari 1960 i Biarritz i Frankrike, var en amerikansk friidrottare.
Sheldon blev olympisk bronsmedaljör i stående höjdhopp och tresteg vid sommarspelen 1900 i Paris.